# مصارعة يونانية رومانية
المصارعة اليونانية الرومانية أو الإغريقية الرومانية هي نوع من المصارعة التي يمارسها الناس في أنحاء العالم. ودخلت في المنافسات في أول مهرجان حديث للألعاب الأولمبية سنة 1896. وكانت إحدى المسابقات في كل منافسات الألعاب الأولمبية منذ سنة 1908. ويحصل المصارع على نقاط بحسب أدائه في ثلاث جولات مقسّمة إلى دقيقتين قد تنقضي مبكرًا إذا ما حدث سقوط تثبيت. ويُمنع في هذا النوع من المصارعة الإمساك تحت الخصر وهذا هو الفيصل بينها وبين المصارعة الحرة، وهي شكل آخر من المصارعة في الألعاب الأولمبية. وهذا التقييد أسفر عن التأكيد على الرميات لأن المصارع لا يستطيع استخدام العثراث في إيقاع الخصم على الأرض أو تجنب رميه بلكمة خطافية أو بالقبض على ساقي المنافس.
أما حركات سحب اليد والاحتضان المطوّق وقبضة الطوق التي قد توجد في المصارعة الحرّة، فلها أهمية أكبر بكثير في المصارعة اليونانية الرومانية. وعلى وجه التحديد، تستخدم رمية تعرف باسم سوبليكس وفيه يرفع المصارع الهجومي خصمه بتقوس لأعلى في حين يسقط إلى الوراء على رقبته ليصطدم كتفا الخصم بالفرشة. وحتى على الفرشة، لا بد أن يجد طرقًا عدة لقلب كتفي خصمه إلى جهة الفرشة وطرحه أرضًا، ومنها (على سبيل المثال لا الحصر) تقنيات تعرف باسم تطويق الجسد واللي الشديد.
طبقًا للاتحاد الدولي لأساليب المصارعة (FILA)، تعد المصارعة اليونانية الرومانية سادس ستة أشكال رئيسية لمنافسات مصارعة الهواة التي تمارس في يومنا هذا على مستوى العالم. الأشكال الخمسة الأخرى هي المصارعة الحرة والتشابك بالأيدي/مصارعة الاستسلام ومصارعة الشواطئ، ومصارعة جميع الحركات، ومصارعة آسيا الوسطى/مصارعة الحزام/المصارعة الشعبية.

## وصلات خارجية
- International Federation of Associated Wrestling Styles, Hall of Fame
- Mark Slavin, Israeli Olympic Greco-Roman Wrestler
- TheMat.com (The Official Website of USA Wrestling) - News about Wrestling: Greco-Roman, Freestyle, International News
- Amateur Athletic Union (AAU) Wrestling
- Amateur Athletic Wrestling